# Іляна Дюлай-Дримбе
Іляна Дюлай-Дримбе-Еней (12 червня 1946 , Клуж-Напока  — 25 серпня 2021 , Орадя, Північно-західний регіонd ) — румунська фехтувальниця на рапірах, бронзова призерка Олімпійських ігор, чемпіонка світу.

## Виступи на Олімпіадах
| Олімпіада     | Дисципліна           | Місце |
| ------------- | -------------------- | ----- |
| Токіо 1964    | командна рапіра      | 5     |
| Мехіко 1968   | індивідуальна рапіра | 13    |
| Мехіко 1968   | командна рапіра      | 3     |
| Мюнхен 1972   | індивідуальна рапіра | 13    |
| Мюнхен 1972   | командна рапіра      | 3     |
| Монреаль 1976 | командна рапіра      | 7     |